# 洗礼者聖ヨハネの斬首 (カラヴァッジョ)
『洗礼者聖ヨハネの斬首』（せんれいしゃせいヨハネのざんしゅ、伊: Decollazione di San Giovanni Battista、英: The Beheading of St John the Baptist）は、イタリアのバロック期の巨匠、ミケランジェロ・メリージ・ダ・カラヴァッジョがキャンバス上に油彩で制作した祭壇画である。縦361センチ、横520センチの画家の作品中最も大きな大作であり、多くの人に画家の最高傑作であると見なされている。作品は、マルタ島のバレッタにある聖ヨハネ准司教座聖堂（サン・ジョヴァンニ大聖堂) に所蔵されている。
アンドレア・ポメラ著『カラヴァッジョ：画像を通した芸術家』（2005年）によると、本作はカラヴァッジョの傑作であると同時に「西洋絵画で最も重要な作品の1つ」として広く見なされているものである。ジョナサン・ジョーンズは、「死と人間の残酷さがこの傑作によって剥き出しになっており、作品の大きさと影は心を怖気づかせ、虜にしてしまう」と述べ、『洗礼者ヨハネの斬首』を史上最高の10点の芸術作品の1つと見なしている。

## 背景
『洗礼者聖ヨハネの斬首』はマルタ騎士団から祭壇画として依頼され、1608年にマルタで仕上げられた。主題の洗礼者ヨハネはマルタ騎士団の守護聖人であり、ヨハネのイメージは騎士団そのものの擬人化した姿でもあった。この絵画はカラヴァッジョがこれまでに描いた祭壇画中、最大のものであり、マルタ騎士団の聖ヨハネ大聖堂内オラトーリオ (法廷や会合、ミサ、修練士の教育などを行う場所) の正面の壁用に注文された。このオラトーリオの正式名称は「オラトーリオ・ディ・サン・ジョヴァンニ・デッコラート (Oratorio di san Giovanni decollato)」で、「斬首された聖ヨハネ」を意味し、祭壇画の主題は「洗礼者ヨハネの斬首」でなければならなかった。ちなみに、このオラトーリオには、「洗礼者ヨハネの右手」という聖遺物が豪華な聖遺物容器に入れて保管されていた (その後、ロシアに渡り、ロシア革命中に紛失)。
本作は、カラヴァッジョがマルタ騎士団の入会に必要な奉納金に相当するものであったと思われる。カラヴァッジョは1607年にマルタにやってきてから1年目の1608年7月14日にマルタ騎士団に入会を許可され、「従順の騎士」 (恩寵の騎士) となった。かくして、カラヴァッジョは騎士団で一時騎士として奉仕したが、本来、騎士団の会規では殺人を犯した者はけっして騎士になることはできなかった。そこで、騎士団の団長アロフ・ド・ウィニャクールは、1607年末から教皇庁にいる大使や教皇パウルス5世に手紙を書き、カラヴァッジョの名前を伏せて、殺人を犯した者の入会を認めてほしいと嘆願し、1608年2月に許可されている。このことから騎士団長は、カラヴァッジョが殺人犯のお尋ね者であったことを最初から知っていたことがわかる。

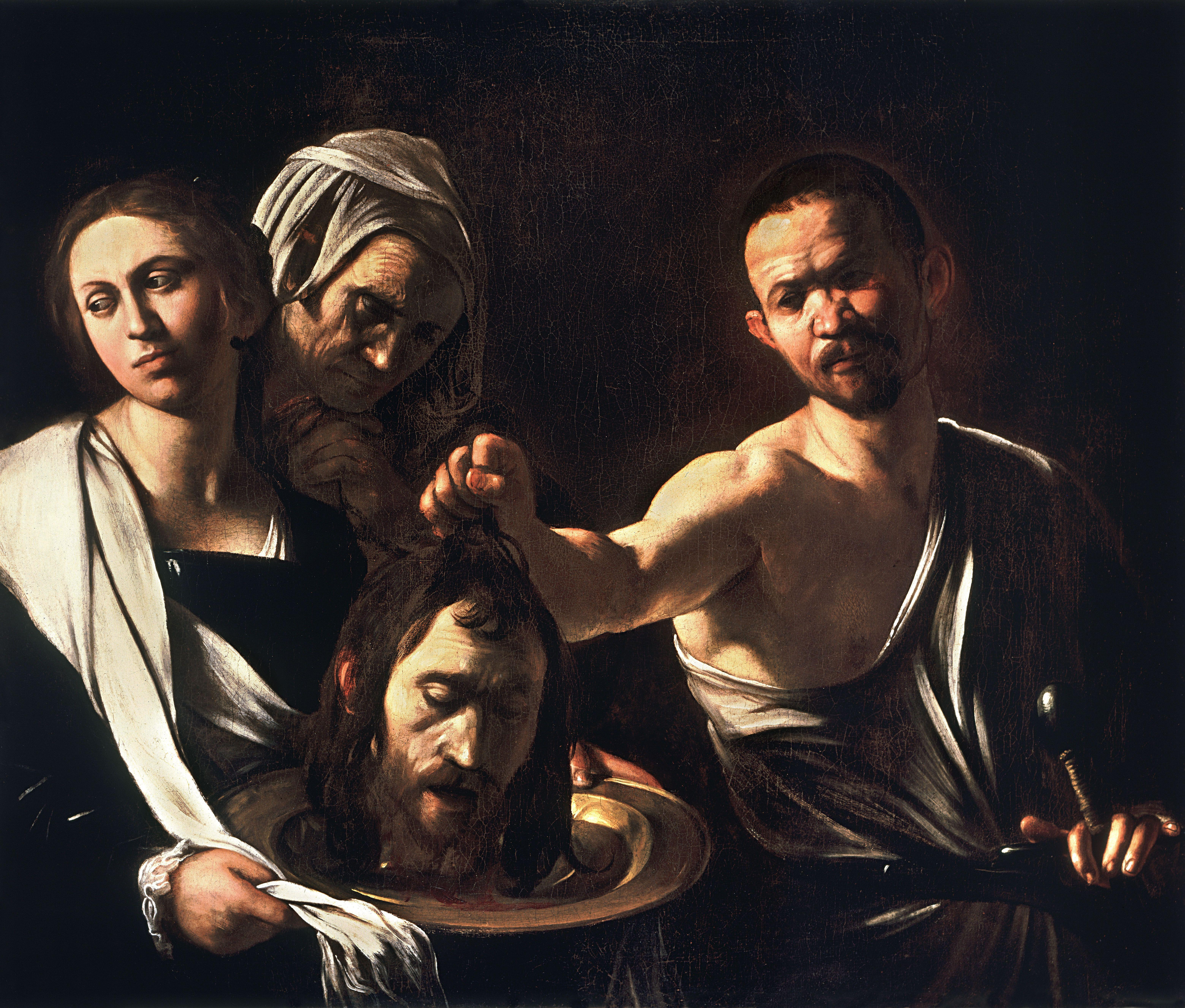
カラヴァッジョ『洗礼者ヨハネの首を受け取るサロメ』、ナショナル・ギャラリー (ロンドン)

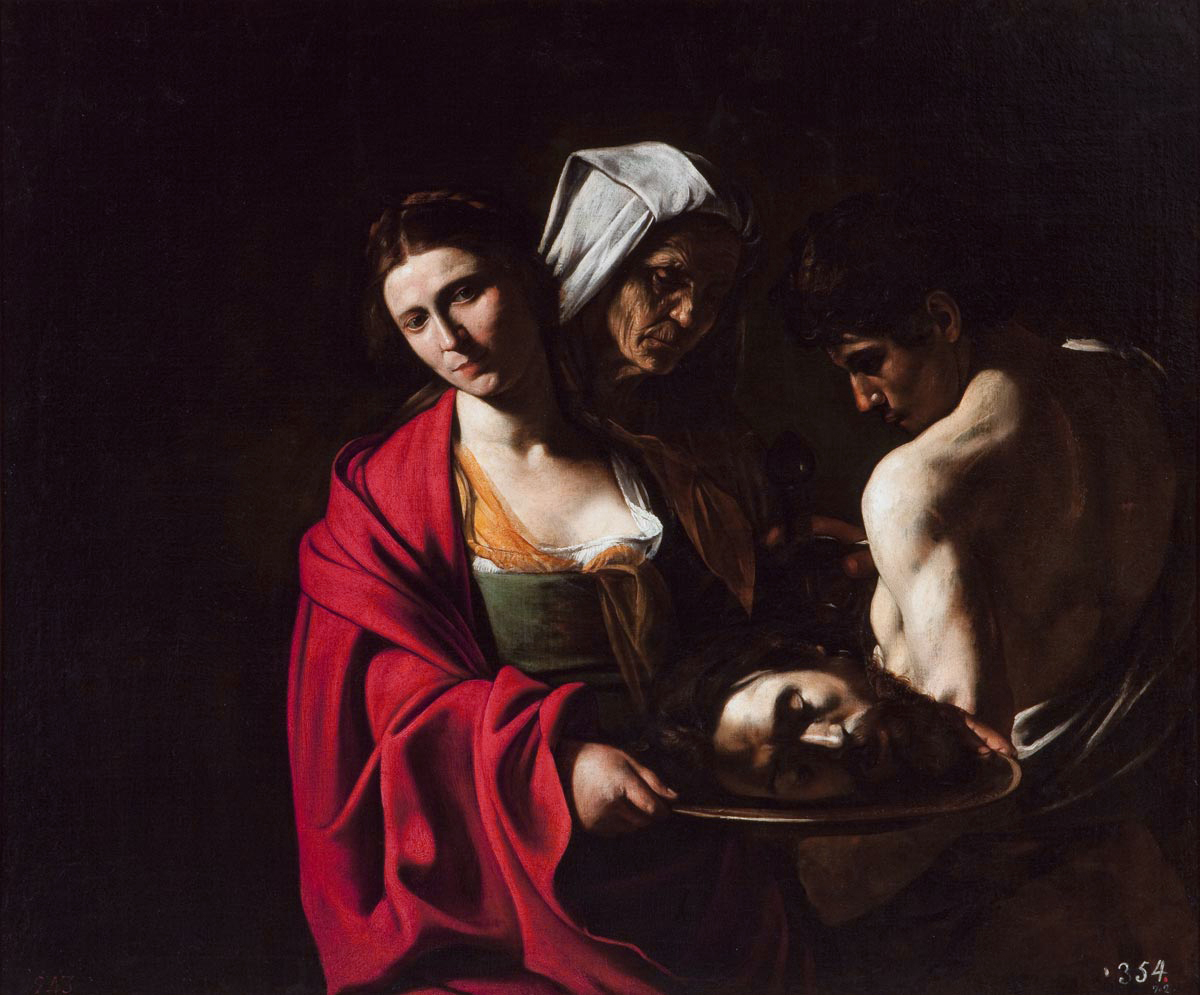
カラヴァッジョ『洗礼者ヨハネの首を持つサロメ』、王室コレクション美術館、マドリード

カラヴァッジョのマルタ騎士団への奉仕は短期間で、彼はまたしても問題を引き起こした。カラヴァッジョは記録されていない犯罪で投獄されている期間中に脱獄して、罪を償わない逃亡者となってしまったのである。入団から約6か月後に教団によって「穢れ、腐敗した団員」として疎外されたカラヴァッジョの不在中に、本作の前のオラトーリオで式典が行われた。
カラヴァッジョは、本作に描かれている出来事の後の瞬間を描いた何点かの作品を制作している。そのうちの1点は、ナショナル・ギャラリー・ロンドンに収蔵されている『洗礼者ヨハネの首を受け取るサロメ』であり、別の1点は王室コレクション美術館に所蔵されている『洗礼者ヨハネの首を持つサロメ』である。2点のうちの1点は、カラヴァッジョを騎士団から追放した団長アロフ・ド・ウィニャクールを宥めるためにカラヴァッジョが贈ったと言われている作品であるのかもしれないが、確実にはわかっていない。

## 作品
この絵画について、伝記作者ジョヴァンニ・ピエトロ・ベッローリは以下のように記している。

また、彼 (カラヴァッジョ) は、サン・ジョヴァンニ大聖堂のために『聖ヨハネの斬首』を描くことを命ぜられた。(ここでは) 聖人は地に倒れているが、死刑執行人は一太刀でヨハネを斬首できなかったようで、ナイフを脇に握りしめ、首を胴体から切り離すために、髪の毛をつかんでいる。ヘロデヤ (サロメ) はそれを真剣に見ているが、彼女はこの光景に震え上がっている。一方、トルコ服を着た牢番はこの残酷な殺戮を指で指示している。カラヴァッジョは絵筆のすべての能力をこの作品に注ぎ込んだ。彼は大胆さを持ってこの絵に取り組んだので、中間色のところにはキャンバスの下塗りが見えるままだった。その仕事ぶりのため、騎士団長は十字の栄誉のほかに、高価な金の首飾りを彼の首に飾り、2人の奴隷を与えた。また彼の仕事に対する尊敬と満足を示すほかの品々も与えたのである。

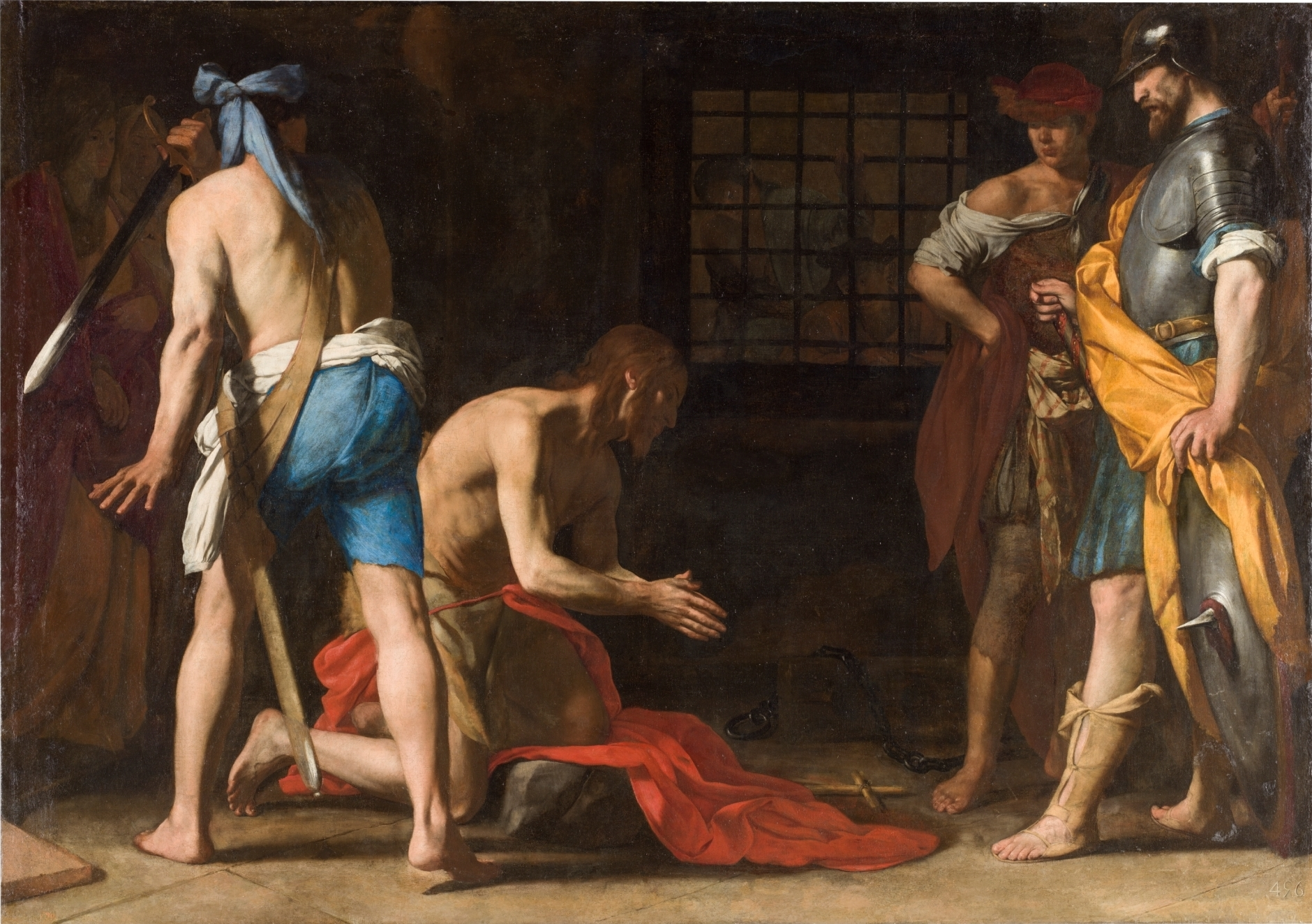
マッシモ・スタンツィオーネ『洗礼者聖ヨハネの斬首』 (1635年ごろ)、プラド美術館、マドリード

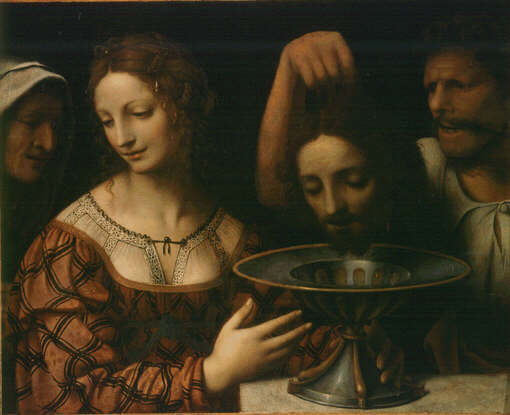
ベルナルディーノ・ルイーニ『洗礼者ヨハネの首を持つサロメ』 (1527年ごろ)、ウフィツィ美術館、フィレンツェ

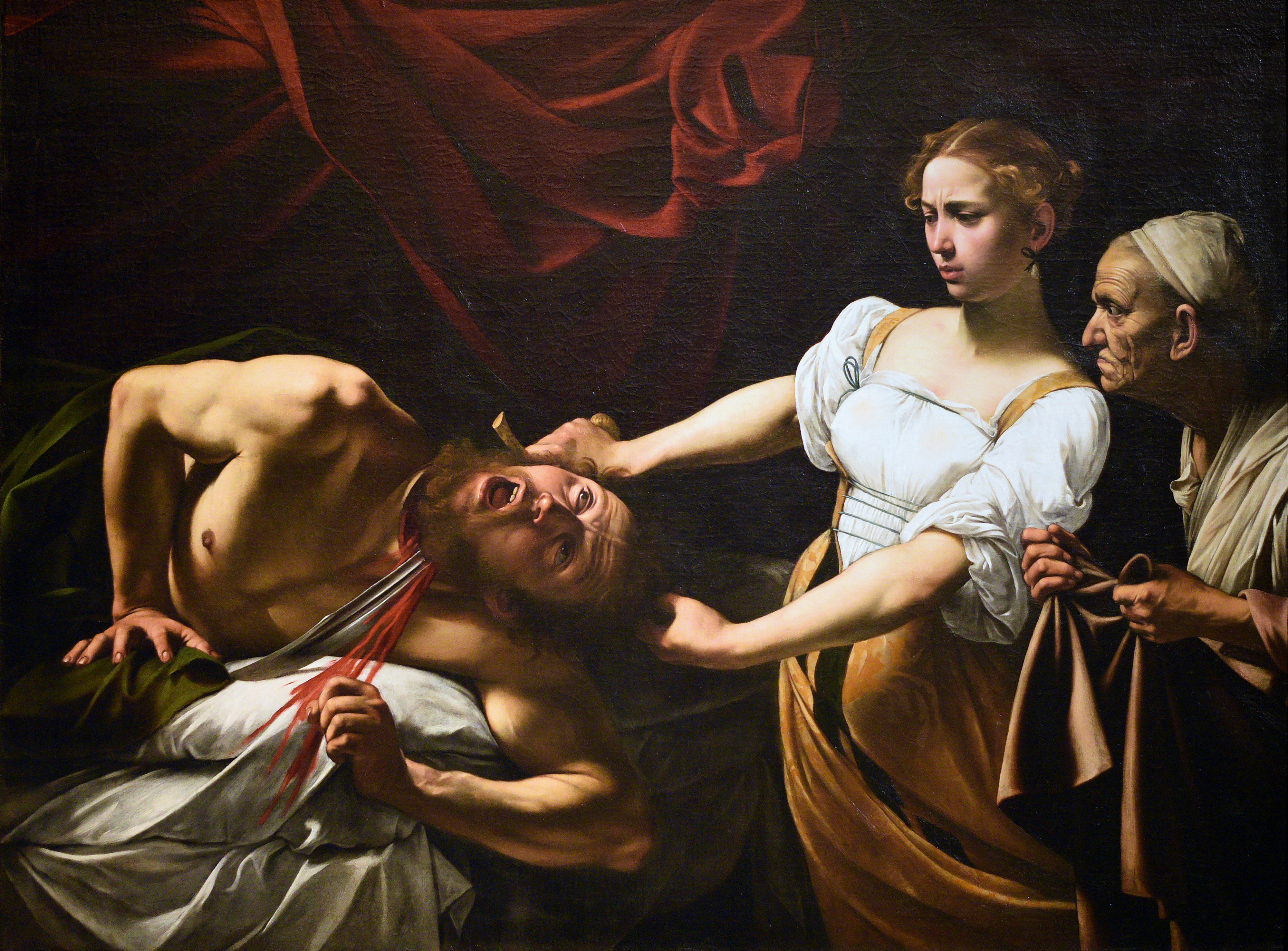
カラヴァッジョ『ホロフェルネスの首を斬るユディト』 (1598-1599年ごろ、または1602年)、バルベリーニ宮国立古典絵画館、ローマ

「洗礼者ヨハネの斬首」という主題は中世から頻繁に表現されてきたが、斬首直前のヨハネの姿か、斬首後にヨハネの首が持ち上げられている図像のどちらかに大別される。しかし、ベッローリの記述通り、本作では、死刑執行人が斬首に用いた剣をかたわらに置き、牢番の指示に従って、一太刀では落ちなかったヨハネの首をナイフで切り離そうとしている。カラヴァッジョは『ホロフェルネスの首を斬るユディト』 (バルベリーニ宮国立古典絵画館、ローマ) で、ユディトの持つ剣がホロフェルネスの首をに食い込む瞬間を描いて、人々を仰天させた。しかし、本作では目の前でヨハネが斬首されたとしたら、起こりうるかもしれない場面、すなわち、落ちなかった首を切り離そうとしている場面が描かれているのである。淡々とした表情でヨハネの首をつかみ、後ろ手にナイフを取り出している死刑執行人の姿はきわめてリアルに表現されている。なお、ヨハネの首から血がほとばしっているが、この血は殉教を象徴し、殉教したヨハネ騎士団の騎士を暗示するものにほかならなかった。本作が掛けられたオラトーリオは、1565年のマルタ包囲戦の際に殉教した騎士たちの墓地に面していたのである。
この場面には、ヨハネと執行人、牢番のほかにヨハネの首を受け取ろうと金色の大皿を持って立っている女性と老女が登場する。この女性について、ベッローリはヘロデヤ (サロメ) といい、一般にもそう認識されているが、ストーンという研究者はヘロデ・アンティパスの宮殿で働く使用人であろうと考えている。女性は装飾品を身に着けていないし、服装から労働者に見えるからである。いずれにしても、死刑執行が間違っていることに気づいた傍観者の女性はショックで立ちすくんでいる。
画家の後期の絵画の特徴として、本作における小道具の数と使用される小道具の細部表現は最小限のものとなっている。
画面には何も描かれていない広い空間がある一方、キャンバスがかなり大きいため、人物像はほぼ等身大である。カラヴァッジョは限られた登場人物で大画面を構成するために物語の画面を左半分に寄せ、人物をアーチ状に配置している。そして、バランスをとるために右側に牢獄の四角い窓と2人の囚人を配した。明日は我が身の彼らは格子窓から斬首の様子を見つめている。ここには古典的といっていいほどの、大胆で知的な調和が生み出されており、ジョット・ディ・ボンドーネ、マサッチオ、ピエロ・デラ・フランチェスカといったイタリア美術の巨匠たちの作品が想起される。
本作は、カラヴァッジョの作品中、署名を有している唯一の作品で、署名はヨハネの喉から流れる赤い血の中に描かれている。署名は一部が失われているが、「f. Michelang.o」（「f」は、制作を意味する「fecti」、あるいは教団内での画家の兄弟愛を示す「frater」、あるいは僧を意味する「fra」の略） と署名されている。この署名については、様々な議論がなされてきた。一般的には、カラヴァッジョは自身の犯罪を告白して、「私、カラヴァッジョ、これをした」と署名したのであると主張されている。画家がローマから逃げ出した原因となった彼の手によるラヌッチオ・トマッソーニの死に多分関連しているのであろう。このように人を殺めるという罪に対する後悔と贖罪を願ったものだという解釈もある一方で、マルタの騎士になったことを誇示したものであるという見方もある。また、本作は上述のごとく、カラヴァッジョがマルタ騎士団に入会するための上納金代わりに描かれたものであると考えられ、署名はカラヴァッジョがこの絵画の作者であるとともに、寄進者であることを示しているのかもしれない。
なお、『洗礼者聖ヨハネの斬首』はひどく損傷していたが 、1955年から1956年にローマで開催された注目すべき展覧会に先立って、1955年に修復され、大きな注目を集めた。1991年に、本作は何者かによって切り裂かれるという事件が起こった。画面下部がナイフによって横に切り裂かれたのである。2か所のかなり長い裂傷に加えて、数か所の短い傷もあった。この事件後、フィレンツェで修復され、サンタ・マリア・デル・カルミネ聖堂で展示された。